# スティーブン・マー
スティーブン・ティモシー・マー（Stephen Timothy Maar、男性、1994年12月6日 - ）はカナダの男子バレーボール選手。ポジションはアウトサイドヒッター。バレーボールカナダ男子代表。

## 来歴
- クラブチーム

オンタリオ州オーロラ出身。2016年、マックマスター大学を卒業後、2016/17シーズンはイタリアセリエA1のPallavolo Padovaでプレーした。2017/18シーズンはVerona VolleyでプレーしセリエA1リーグ7位となった。2018/19シーズンはPowervolley Milanoでプレーし、セリエA1とイタリアカップで5位の成績を残した。2019/20シーズンはロシアのDynamo Moscowでプレーした。2020/21シーズンは再びイタリアセリエA1のPowervolley Milanoに加入し、セリエA1リーグ6位だった。2021/22シーズンはTop Volley Cisternaへ移籍した。2022/23シーズンはVero Volley Monzaと契約した。
- 代表チーム

アンダーカテゴリーの代表として2013年のU-21世界選手権に出場した。2016年にシニアのカナダ代表に初選出された。2017年、ワールドリーグで銅メダルを獲得した。2017年の北中米選手権で銅メダルを獲得し、自身もベストレシーバー賞を受賞した。その後はレギュラーに抜擢され、2018年の世界選手権、2019年ワールドカップに出場した。2021年、ネーションズリーグと東京オリンピックに出場した。2022年の世界選手権に出場した。

## 球歴
- オリンピック - 2021年
- 世界選手権 - 2018年、2022年
- ワールドカップ - 2019年
- ワールドリーグ - 2016年、2017年
- 北中米選手権 - 2017年、2019年

## 受賞歴
- 2017年　北中米選手権 ベストアウトサイドヒッター賞
- 2019年　北中米選手権 ベストアウトサイドヒッター賞

## 所属クラブ
- マックマスター大学（2012-2016年）
- Pallavolo Padova（2016-2017年）
- Verona Volley（2017-2018年）
- Powervolley Milano（2018-2019年）
- Dynamo Moscow（2019-2020年）
- Powervolley Milano（2020-2021年）
- Top Volley Cisterna（2021-2022年）
- Vero Volley Monza（2022-）